# Lara Della Mea
Lara Della Mea, née le 10 janvier 1999 à Tarvisio, est une skieuse alpine italienne. Elle est spécialiste du slalom.

## Carrière
Elle participe à la Coupe d'Europe à partir de 2016. En 2017, elle gagne une médaille de bronze au Festival olympique de la jeunesse européenne en slalom. Elle concourt en Coupe du monde à partir de la saison 2018-2019, marquant des points à Semmering pour la première fois, où elle se classe 16e. Elle participe à ses premiers Championnats du monde en 2019 où elle abandonne dans le slalom. Avec ses coéquipiers, elle obtient la médaille de bronze au Team Event.
Le 12 décembre 2020 Elle remporte sa première victoire sur le circuit européen lors du slalom de Valle Aurina.

## Palmarès

### Championnats du monde
| Épreuve / Édition      | Slalom  | Par équipes |
| ---------------------- | ------- | ----------- |
| Mondiaux 2019 Are      | Abandon | Bronze      |
| Mondiaux 2025 Saalbach |         | Or          |

### Coupe du monde
- Meilleur classement général : 90e en 2019.
- Meilleur résultat : 16e.

| Année/Classement | Général | Général | Descente | Descente | Slalom | Slalom | Slalom géant | Slalom géant | Super G | Super G | Combiné | Combiné |
| Année/Classement | Class.  | Points  | Class.   | Points   | Class. | Points | Class.       | Points       | Class.  | Points  | Class.  | Points  |
| ---------------- | ------- | ------- | -------- | -------- | ------ | ------ | ------------ | ------------ | ------- | ------- | ------- | ------- |
| 2019             | 90e     | 32      | -        | -        | 41e    | 32     | -            | -            | -       | -       | -       | -       |

### Coupe d'Europe
- Gagnante du classement de slalom en 2019[4].
- 14 podiums dont 2 victoires[5].

### Festival olympique de la jeunesse européenne
- Erzurum 2017 :
  -  Médaille de bronze sur le slalom[1].